# Langenlonsheim

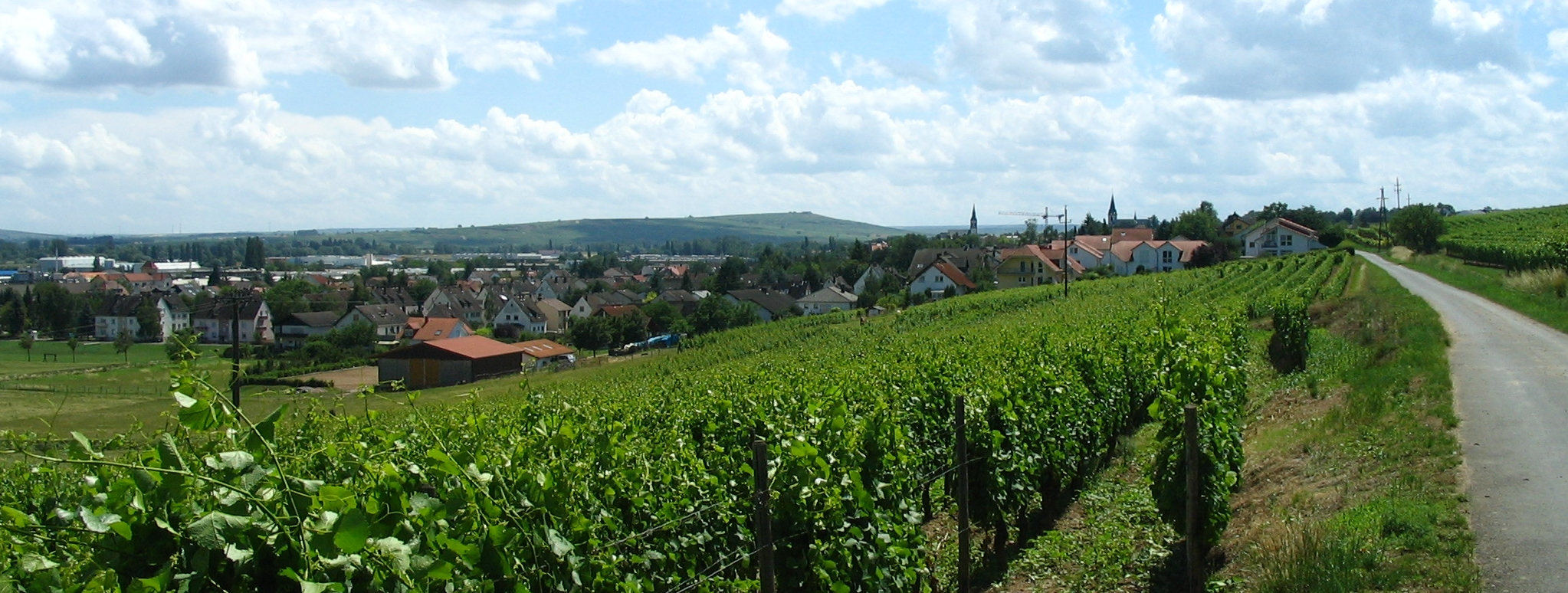
Ansicht von Osten, links fließt die Nahe

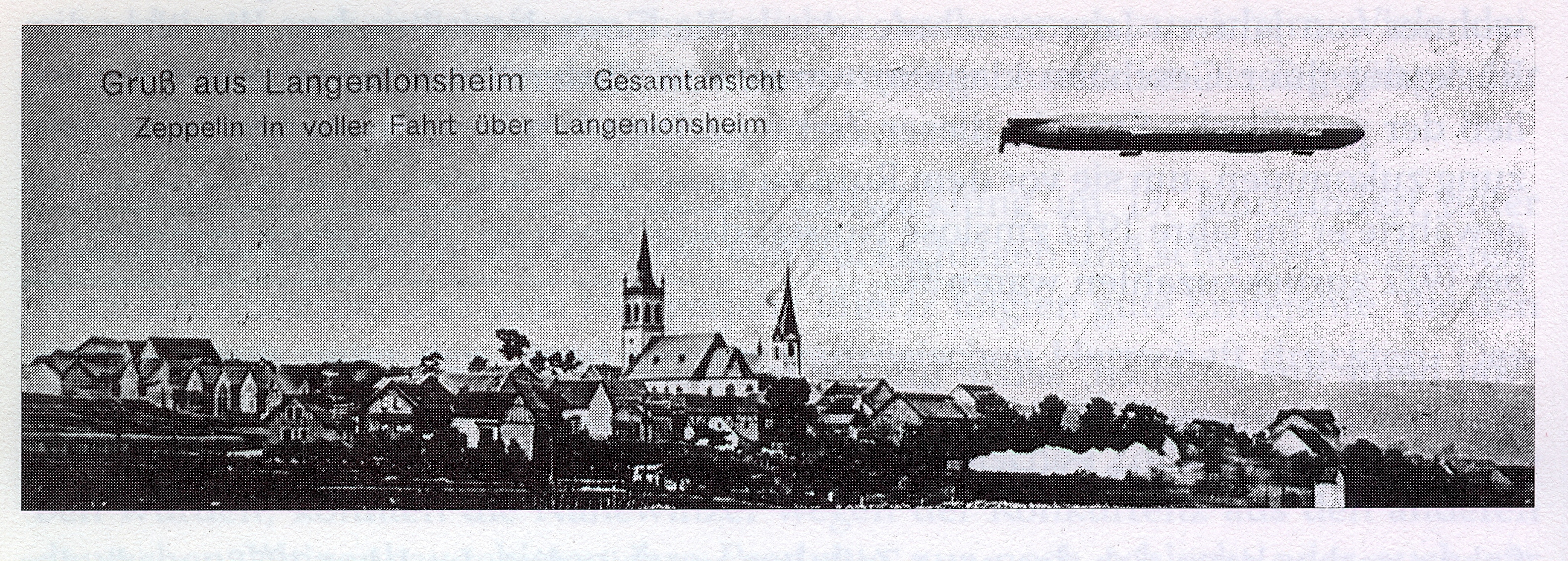
Zeppelin über Langenlonsheim am 22. Juni 1910

Langenlonsheim ist eine Ortsgemeinde und Verwaltungssitz der Verbandsgemeinde Langenlonsheim-Stromberg im Landkreis Bad Kreuznach in Rheinland-Pfalz. Sie ist vom Weinbau geprägt.

## Geographische Lage
Langenlonsheim liegt zwischen dem südlichen Rand des Hunsrücks und der Nahe. Die Entfernung zur Kreisstadt Bad Kreuznach beträgt sieben Kilometer; nach Bingen am Rhein sind es knapp zehn Kilometer.
Am westlichen Rand der Gemeinde fließt der Guldenbach, im Süden die Nahe.

### Nachbargemeinden
Die Nachbargemeinden von Langenlonsheim sind von Norden im Uhrzeigersinn: Dorsheim, Laubenheim, Grolsheim, Gensingen, Bretzenheim, Guldental, Windesheim und Waldlaubersheim.

## Geschichte
Die ersten Siedlungen auf dem Gebiet von Langenlonsheim stammen wohl aus der Römerzeit. In der Frankenzeit lebten hier besonders viele fromme Leute, die zu ihrem Seelenheil den Klöstern Lorsch und Fulda in "Longist(is)heim" zahlreiche Güter schenkten: 769 bekam das Kloster Lorsch hier sein erstes Gut (CL II 1092), und zwischen 801 und 841 erhielt auch das Kloster Fulda hier drei Güterschenkungen (FUB 278, CDF 335, CDF 534).
Während der Zeit der Stammesherzogtümer gehörte der Ort zum Herzogtum Franken.  Im 13. Jahrhundert kam Langenlonsheim unter die Herrschaft der Grafen von Sponheim. 1335 trug Graf Johann II. von Sponheim-Kreuznach sein Dorf „Langen Lonzheim auf der Nahe“ gegen Zahlung von 1000 Pfund Heller dem Erzstift Köln zu Lehen auf. Im 17. Jahrhundert wurden in „Langen-Lonßheim“ (Langoulhausen, Langulousum) reformierte wallonische  Glaubensflüchtlinge aufgenommen. Anfang des 18. Jahrhunderts gehörte Langenlonsheim zum Oberamt Kreuznach und damit zum Kurfürstentum Pfalz.
Bereits während der französischen Herrschaft war Langenlonsheim ab 1798 Sitz einer Mairie mit fünf Gemeinden. Gemäß der Schlussakte des Wiener Kongresses im Jahr 1815 wurde das Gebiet preußisch, der Ort blieb Sitz einer Bürgermeisterei.

### Einwohnerstatistik
Die Entwicklung der Einwohnerzahl von Langenlonsheim, die Werte von 1871 bis 1987 beruhen auf Volkszählungen:
| Langenlonsheim: Einwohnerzahlen von 1815 bis 2023 | Langenlonsheim: Einwohnerzahlen von 1815 bis 2023 | Langenlonsheim: Einwohnerzahlen von 1815 bis 2023 | Langenlonsheim: Einwohnerzahlen von 1815 bis 2023 | Langenlonsheim: Einwohnerzahlen von 1815 bis 2023 |
| ------------------------------------------------- | ------------------------------------------------- | ------------------------------------------------- | ------------------------------------------------- | ------------------------------------------------- |
| Jahr                                              |                                                   |                                                   |                                                   | Einwohner                                         |
| 1815                                              | 1815                                              |                                                   | 944                                               | 944                                               |
| 1835                                              | 1835                                              |                                                   | 1.243                                             | 1.243                                             |
| 1871                                              | 1871                                              |                                                   | 1.433                                             | 1.433                                             |
| 1905                                              | 1905                                              |                                                   | 1.731                                             | 1.731                                             |
| 1939                                              | 1939                                              |                                                   | 2.155                                             | 2.155                                             |
| 1950                                              | 1950                                              |                                                   | 2.748                                             | 2.748                                             |
| 1961                                              | 1961                                              |                                                   | 3.012                                             | 3.012                                             |
| 1970                                              | 1970                                              |                                                   | 3.544                                             | 3.544                                             |
| 1987                                              | 1987                                              |                                                   | 3.311                                             | 3.311                                             |
| 2005                                              | 2005                                              |                                                   | 3.634                                             | 3.634                                             |
| 2008                                              | 2008                                              |                                                   | 3.682                                             | 3.682                                             |
| 2013                                              | 2013                                              |                                                   | 3.728                                             | 3.728                                             |
| 2017                                              | 2017                                              |                                                   | 3.847                                             | 3.847                                             |
| 2023                                              | 2023                                              |                                                   | 4.210                                             | 4.210                                             |
|                                                   |                                                   |                                                   |                                                   |                                                   |

### Konfessionsstatistik
Mit Stand 31. Dezember 2020 waren von den Einwohnern 31,1 % römisch-katholisch, 29,6 % evangelisch und 39,3 % waren konfessionslos oder gehörten einer anderen Glaubensgemeinschaft an. Der Anteil der evangelischen und katholischen Kirchenmitglieder an der Gesamtbevölkerung ist seitdem gesunken. Derzeit (Stand Juni 2025) liegt der Anteil der evangelischen Bürger bei 25,9 %, der katholischen bei 25,0 % und der Sonstigen bei 49,1 %.

### Religion
In Langenlonsheim gibt es eine evangelische und eine katholische Kirchengemeinde. Bis vor dem Zweiten Weltkrieg gab es in Langenlonsheim auch eine bedeutende jüdische Langenlonsheimer Gemeinde.
Der erste Sakralbau in Langenlonsheim war eine Sankt-Nikolaus-Kirche (Bauzeit um 1200), die später als Sankt-Johannes-Kirche (um 1475) erwähnt wird. 1504 im Bayerisch-Pfälzer Erbfolgekrieg und bei dem Brand der Ortschaft im Jahre 1540 wurde die Kirche beschädigt. 1588 erfolgte ein Neubau als evangelische Pfarrkirche. Ein barocker (1777) und neugotischer (1868) Umbau folgte. Vom 12. April 1697 an wurde die Kirche zur Simultankirche, d. h. die Kirche stand den Protestanten und den Katholiken abwechselnd zur Verfügung. Das änderte sich erst mit dem Bau der katholischen Kirche 1908.
Der zweite in Langenlonsheim errichtete Sakralbau war die um 1860 erbaute Synagoge, Hintergasse 30, die am 9/10. November 1938 bei dem Novemberpogrom 1938 demoliert und dessen Ruine 1958 abgetragen wurde.
Der letzte in Langenlonsheim erbaute Sakralbau war die von 1907 bis 1908 erbaute katholische Kirche Johannes der Täufer.

## Politik

### Bürgermeister
Ortsbürgermeister ist Bernhard Wolf (FLL). Bei der Kommunalwahl am 26. Mai 2019 wurde er mit einem Stimmenanteil von 86,59 % in seinem Amt bestätigt.
Wolf wurde 2024 wiedergewählt.

### Wappen
Das Wappen zeigt auf einem schwarzen Schild fünf goldene Trauben, drei in der oberen und zwei in der unteren Hälfte. Geteilt wird der Schild durch den goldblauen Balken der Grafen von Sponheim.

### Gemeindepartnerschaften
- Potton, (Bedfordshire), Großbritannien[12]

## Kultur und Sehenswürdigkeiten

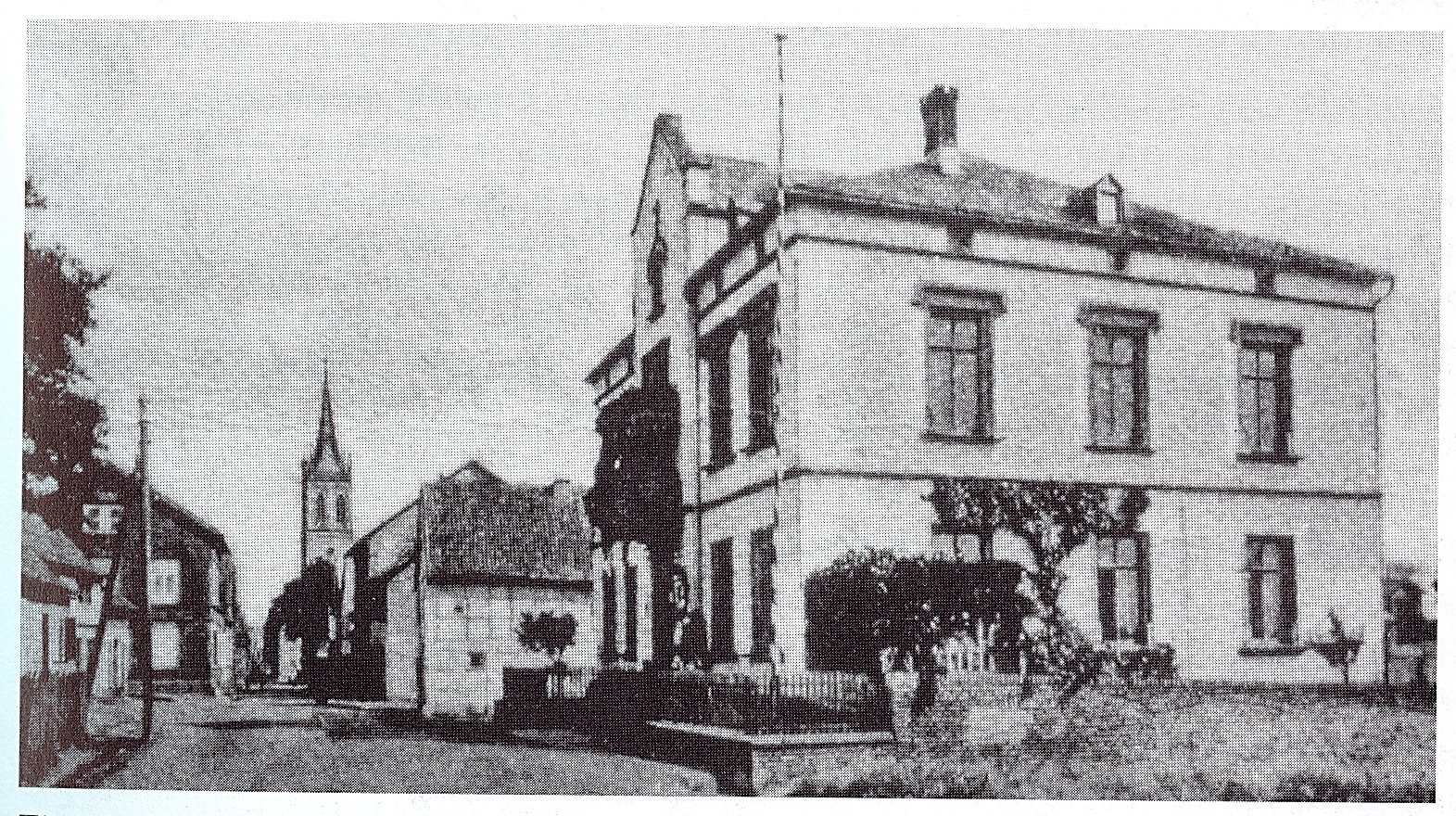
Das 1877/78 errichtete neo-gotische Verwaltungsgebäude der Bürgermeisterei (Architekt Carl Conradi), rechts

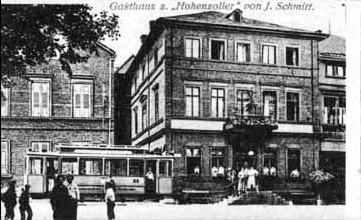
Gasthaus zum Hohenzoller

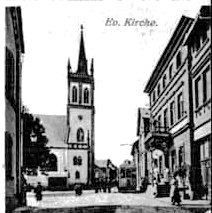
Die 1868 errichtete neo-gotische evangelische Pfarrkirche (Architekt Carl Conradi), Mitte

### Bauwerke

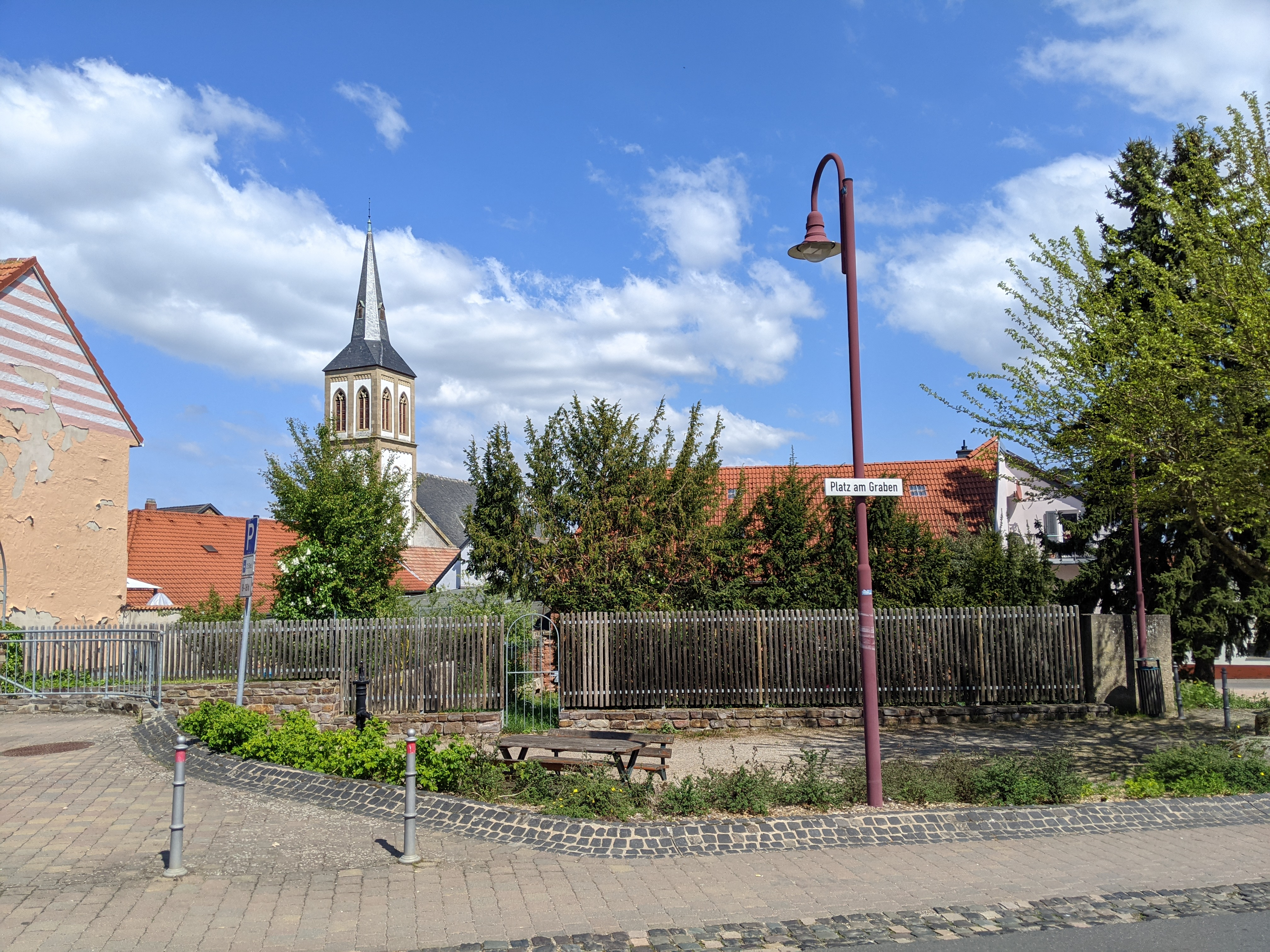
Platz am Graben, evangelische Kirche im Hintergrund

- Evangelische Pfarrkirche Langenlonsheim
- St. Johannes der Täufer (Langenlonsheim)

Siehe: Liste der Kulturdenkmäler in Langenlonsheim

### Sport
Im Ort gibt es ein Freibad, einen Fußballplatz und einen Flugplatz. Der Sonderlandeplatz Langenlonsheim bietet Möglichkeiten zum Segelflug, Motorflug und Ballonfahren. Der dort ansässige Verein Aero-Club Rhein-Nahe ist der zweitgrößte Luftsportverein in Rheinland-Pfalz und hat mit Stand 2010 insgesamt 274 Mitglieder. Der Aero-Club Rhein-Nahe ist 2008 durch die Fusion der Vereine Flugsportverein Bad Kreuznach und Aero-Club Bingen-Langenlonsheim entstanden.
Im Jahr 2007 fusionierte der Ringerverein Langenlonsheimer SC mit dem Fußballverein aus Laubenheim zum TSV Langenlonsheim/Laubenheim. Zudem wird eine Jugendspielgemeinschaft mit der TSG Planig praktiziert.

### Regelmäßige Veranstaltungen
Einmal jährlich findet das Langenlonsheimer Weinfest statt, bei dem einige Langenlonsheimer Weingüter bei Musik ihre Produkte auf dem Marktplatz an der Pfarrkirche präsentieren. Die Kirmes wird ebenfalls im Ortskern gefeiert.

## Wirtschaft und Infrastruktur
Im Laufe der Jahre ist ein Gewerbegebiet mit Firmen in verschiedenen Branchen entstanden. Dies umfasst unter anderem die Produktion von Farben und Lacken, Hoch- und Tiefbau, Weinabfüllung und -verarbeitung, Filtermittelherstellung, Autohäuser, Gärtnereien, Schlossereien, Lagerhallen und Speditionen, darunter die L.T.G. Langenlonsheimer Transport GmbH.

### Weinbau
Langenlonsheim ist erheblich geprägt vom Weinbau und mit 187 Hektar bestockter Rebfläche nach Bad Kreuznach, Guldental und Wallhausen viertgrößte Weinbaugemeinde der Nahe.

### Verkehr
Die Bundesstraße 48 führt direkt durch die Gemeinde; die Bundesautobahn 61 ist ca. fünf Kilometer entfernt. Per Bahn erreicht man Langenlonsheim über die Nahetalbahn, auch führen die Gleise der Hunsrückquerbahn durch den Ort, welche heute kaum noch verwendet werden, da die Hunsrückquerbahn stillgelegt wurde.
Bis zum 1. Dezember 1938 gab es eine Straßenbahnlinie von Bad Kreuznach Kornmarkt bis Langenlonsheim Bahnhof. Die sogenannte „Elektrisch“ fuhr zu Anfangszeiten (1911) bis zu zwanzigmal am Tag. An der ehemaligen Haltestelle Kloningersmühle konnten Reisende vom Hunsrück auf direktem Wege nach Bad Kreuznach fahren. Aufgrund des zunehmenden Verkehrs nach dem Zweiten Weltkrieg musste die Straßenbahn dem Bus weichen. Oberleitungen und Schienen wurden abgebaut.

### Bildung
Den schulischen Bildungsauftrag leisten die Grundschule Langenlonsheim sowie die Realschule plus im Nahetal Langenlonsheim, wo der Haupt- und Realschulabschluss erlangt werden kann.

## Persönlichkeiten

### In Langenlonsheim geboren
- Berthold Cahn (1871–1942), deutscher Anarchist, der im KZ Sachsenhausen ermordet wurde
- Ernst Ludwig Pies (1885–1942), Reichstagsabgeordneter der NSDAP aus Langenlonsheim
- Willi Schweinhardt (1903–1978), Politiker und Weingutsbesitzer

### Mit Langenlonsheim verbunden
- Matthias de Zordo (* 1988), Speerwerfer, wuchs in Langenlonsheim auf.
- Nadine Gonska (* 1990), Leichtathletin, trainierte bis 2003 beim TV Langenlonsheim.